# Variable Frequency Oscillator
Variable Frequency Oscillator (VFO) (engl: Oszillator mit veränderbarer Frequenz) ist der Oberbegriff für alle abstimmbaren Oszillatorschaltungen oder Frequenzgeneratoren. Im Regelfall wird entweder der Kondensator oder die Induktivität eines Schwingkreises geändert. VFO-Generatoren werden hauptsächlich in der Funktechnik eingesetzt.
VFOs werden meist als spannungsgesteuerter Oszillator (engl.: Voltage Controlled Oscillator (VCO)) oder als digital gesteuerter Oszillator (engl.: Digitally Controlled Oscillator (DCO)) realisiert.